# Ganeshpuri
Ganeshpuri (de ganesh, la divinité indienne, et puri, la ville) est un village du district de Thane dans l'état du Maharashtra en Inde.
Le villageest à environ 80km au nord de Mumbai.

## Histoire
Ganeshpuri est connu comme le lieu de résidence, de 1936 à 1961, de Bhagawan Nityananda dont le mausolée (samadhi) est un lieu de pèlerinage.
Son disciple Swami Muktananda y est également enterré depuis 1982 dans l'ashram qu'il y avait créé au début des années 1970.
L'ashram Gurudev Siddha Peeth est situé entre Ganeshpuri et Vajreshwari.